# Puchar Francji w piłce nożnej (1993/1994)
Puchar Francji w piłce nożnej mężczyzn 1993/1994 – 77. edycja rozgrywek, mających na celu wyłonienie zdobywcy piłkarskiego Pucharu Francji, zorganizowana przez Francuski Związek Piłki Nożnej (FFF) w sezonie 1993/94. Przystąpiło do niej 6261 drużyn klubowych.

## 1/8 finału
| Gospodarze                | Wynik       | Goście                      |          |
| FC Nantes Atlantique (D1) | 1 - 0       | Girondins de Bordeaux (D1)  |          |
| AS Monaco (D1)            | 0 - 0       | Olympique de Marseille (D1) | 3-4 kar. |
| Stade Lavallois (D2)      | 1 - 2       | Montpellier HSC (D1)        |          |
| RC Lens (D1)              | 3 - 1 dogr. | Olympique Charleville (D2)  |          |
| Valenciennes FC (D2)      | 2 - 1       | Olympique Alès (D2)         |          |
| En Avant Guingamp (Nat.1) | 0 - 1       | Paris SG (D1)               |          |
| FC Sète (Nat.1)           | 1 - 4       | AJ Auxerre (D1)             |          |
| SO Châtellerault (Nat.1)  | 0 - 1       | RCF Paris (Nat.2)           |          |

## Ćwierćfinały
| Gospodarze                  | Wynik | Goście               |          |
| Paris SG (D1)               | 1 - 2 | RC Lens (D1)         |          |
| Olympique de Marseille (D1) | 0 - 0 | Montpellier HSC (D1) | 3-4 kar. |
| FC Nantes Atlantique (D1)   | 3 - 1 | Valenciennes FC (D2) |          |
| RCF Paris (Nat.2)           | 1 - 2 | AJ Auxerre (D1)      |          |

## Półfinały
- AJ Auxerre  - FC Nantes Atlantique 1-0
- RC Lens - Montpellier HSC 0-2

## Finał
- Montpellier HSC - AJ Auxerre 0-3